# Francesco Di Jorio
Francesco Di Jorio vagy Franco Di Iorio (Dielsdorf, Zürich kanton, 1973. szeptember 22. –) svájci labdarúgó-középpályás.

## Pályafutása

### Klubcsapatokban
Több mint 300 mérkőzésen lépett pályára a svájci szuperligában.

### A válogatottban
1998-ban mutatkozott be a  svájci válogatottban.

## Sikerei, díjai
Zürich
- Svájci kupa: 2004–05
- Svájci bajnokság: 2005–06